# T. D. Allman
T. D. Allman (sinh năm 1944) là nhà báo tự do người Mỹ nổi tiếng vì những bài viết phơi bày cuộc "chiến tranh bí mật" của CIA tại Lào và các cuộc phỏng vấn sau này của ông với những nhà lãnh đạo trên thế giới (Yasser Arafat, Helmut Kohl, Boris Yeltsin, Manuel Noriega) trong vai trò là phóng viên nước ngoài cho hãng Vanity Fair.

## Tiểu sử
Allman tốt nghiệp Đại học Harvard vào năm 1966 và là cựu tình nguyện viên của tổ chức Đoàn Chí nguyện Hòa bình ở Nepal. Cuốn sách do ông viết đầu tiên là Unmanifest Destiny (Số phận không rõ ràng) được lấy từ bài luận án tiến sĩ của ông tại Đại học Oxford, bàn về nhiều vấn đề của dân tộc Mỹ vẫn còn ảnh hưởng đến chính sách đối ngoại của Mỹ. Tác phẩm của Allman còn xuất hiện trên các tờ báo gồm The New Yorker, The New York Times, Esquire, The New Republic, Rolling Stone và National Geographic, cũng như trong The Guardian, Le Monde, The Economist.
Được cho là người đã tạo ra cụm từ "cuộc chiến bí mật". Vì việc giải cứu nạn nhân vụ thảm sát ở Campuchia đã khiến các bài viết của ông bị cấm đăng trên tờ The Washington Post. Về sau, trong vai trò là biên tập viên cộng tác của tờ Harper, ông làm dấy lên một cuộc tranh luận sâu xa khi dự đoán về sự thất bại của Mỹ ở Đông Dương đã mở cửa cho một kỷ nguyên mới của sự thành công vành đai Thái Bình Dương cho hệ thống kinh tế và các giá trị Mỹ. Ông cũng chế nhạo tuyên bố rằng Trái Đất đang dần cạn dầu (được gọi là cuộc khủng hoảng năng lượng) và dự đoán những thành phố của Mỹ sẽ phải hứng chịu sự diệt vong dù đang trên bờ vực của một "thời kỳ phục hưng lũ thanh niên đầy hoài bão". Các bản tin tường thuật của ông từ Iraq và các cuộc chiến tranh ma túy ở Colombia nhận được sự chú ý rộng lớn từ dư luận, cũng như những bộ hồ sơ về tiểu sử các nhân vật chẳng hạn như Dick Cheney.     
Bộ sưu tập những văn thư lưu trữ đặc biệt tại trường Cao đẳng Amherst chứa đựng một số giấy tờ của ông, trong đó bao gồm nguồn tư liệu nghiên cứu của ông có liên quan đến khu vực Đông Nam Á. Ngoài ra, T. D. Allman còn bị nhà văn Tây Tạng và người ủng hộ Tây Tạng độc lập Jamyang Norbu chỉ trích những sai sót và nhầm lẫn trong tác phẩm viết về Tây Tạng của ông. · 

## Trích dẫn
Nhà sản xuất phim người Anh John Pilger nói về T.D. Allman như sau: 
Nhà báo người Mỹ vĩ đại T.D. Allman đã định nghĩa "Mục tiêu thực sự của báo chí" như không chỉ lấy tin người thật việc thật mà còn phải lấy được ý nghĩa của sự kiện. Mục tiêu của báo chí là hấp dẫn không chỉ ngày hôm nay mà còn đứng trước thử thách của thời gian. Nó được xác nhận không chỉ bởi những   "nguồn đáng tin cậy", mà còn bởi việc vén bức màn của lịch sử. Được tường thuật rằng không chỉ tới đúng ngày nó được công bố. Nghề làm báo đã trải qua mười, hai mươi, năm mươi năm sau khi sự thật vẫn còn giữ một tấm gương hiểu biết và chính xác đến các sự kiện.

## Tác phẩm
- Anatomy of a coup, Glad Day Press, 1970
- Unmanifest destiny: mayhem and illusion in American foreign policy--from the Monroe doctrine to Reagan's war in El Salvador. Dial Press. 1984. ISBN 9780385274647.
- Miami: City of the Future. Atlantic Monthly Press. 1987. ISBN 9780871131027.
- Rogue State: America at War with the World. Nation Books. 2004. ISBN 9781560255628.
- Finding Florida.

### Hợp tuyển
- Lucy McCauley, biên tập (2002). "The King Who Saved His Country". Spain: true stories. Travelers' Tales. ISBN 9781885211781.
- David Wallis (ed), Killed: great journalism too hot to print, Nation Books, 2004, ISBN 9781560255819
- John Leonard (ed), These United States: Original Essays by Leading American Writers on Their State Within the Union, Nation Books, 2004, ISBN 9781560256182